# 毛利正直
毛利 正直（もうり まさなお、宝暦11年2月7日〈1761年3月13日〉 - 享和3年8月8日〈1803年9月23日〉）は、江戸時代中期の薩摩藩士、作家。忌み名は正直。幼名は虎次郎で、通称は治右衛門。法号は秋山常英居士。『大石兵六夢物語』の作者として知られる。

## 略歴
宝暦11年、鹿児島城下加治屋町において、西郷隆盛の生家から約200メートル離れた地に、下級武士の小姓組で郡奉行でもある毛利正堅の次男として生まれる。現在、鹿児島県立鹿児島中央高等学校正門の道路向かい側にある生誕の地には、中村晋也により制作され鹿児島市が昭和54年（1979年）3月31日に設置した「兵六夢物語の碑」がある。家格は御小姓与。母は立石氏。祖先は、武士として因幡国に生まれたが戦国時代末期に島津義弘の家臣となり、関ヶ原の戦いにおいて島津豊久と共に戦死した毛利覚左衛門元房。曾祖父は、華道家で元禄8年（1695年）に池坊28世・専養の門人となり、元禄14年（1701年）から九州花頭となった毛利正周であり、正周の子である祖父の毛利正治も、上京して医学を学んだ後、薩摩藩の表医師や奥医師などとして仕えた。
明和4年（1767年）、正治の次男である父の正堅が51歳で死去し、兄の正興が相続。父を失った家族は、母の実家である立石家からの援助や、生活に困窮している藩士に藩から与えられる援助米で、なんとか生活。正直は父を失ったことで学問の道を閉ざされたため、兄嫁方の世話になっていた。安永2年（1773年）5月15日、12歳になり元服した正直は第8代藩主である島津重豪に初お目見えを果たし、安永4年（1775年）7月2日に分家して、小姓組となり藩庁に仕える。仕官の禄や執筆の収入だけでは生活できない貧しい暮らしで、手内職として傘張りも行っていた。
勤めを辞めた正直は天明4年（1784年）、草牟田村池之平に移住し独立。『移居記』によれば夏はうちわ、冬はつげ櫛の手内職で生計を営みながら童僕1人を使い、花鳥風月と酒を楽しむ悠々たる生活を送っていたとのことである。この世捨人のような生活は、師匠だった田代親常の影響を受けたのだろうが、儒学者などに比べると戯作者としての社会的地位ははるかに低く、貧しい暮らしに甘んじるほか無かったのだろうと『鹿児島市史』では解説されているほか、草牟田村に移住したのは単に貧乏というだけでなく、正直が江戸時代初期における武士の価値観を持っており、発展する商業経済に乗れず、当時の社会に不満があったためと解説されている。
寛政7年（1795年）、白石直之助の娘である妻との間に長男・正次郎が誕生するが、同年死去し妻とも離婚。寛政9年（1797年）、栗野の郷士・上田源兵衛の娘である後妻との間に、次男・正贇が誕生するが、寛政12年（1800年）には後妻とも離婚。健康を害し、享和3年（1803年）8月8日に43歳で病死。南林寺の墓に葬られた。
残された次男は正直の兄が養育。文政6年、次男・毛利正位は、現在の鹿児島市常盤町の地に独立した。鹿児島県立図書館所蔵の「旧薩藩御城下絵図」に加え、天保13年や安政6年の住人を記載した一覧表なども収録されている「鹿児島城下絵図散歩」には、現在の常盤町の地における天保13年の住人に「毛利理右衛門」の名がある。正位の息子で正直の孫にあたる毛利元永は、明治18年（1885年）2月に麑城館から大石兵六夢物語にとって初の印刷機による活字本となる刊本『毛利正直先生著 大石兵六夢物語』を発行した。

## エピソード
幼い正直は、隣に住んでいた田代彦兵衛親常に師事しており、後に田代を題材にした『田代翁の絵像に題す』も執筆した。
元服した後、屋久島方書役となる。鹿屋郷をはじめ、各地の締方（）を歴任したため旅行する機会は多く、常に筆を離さず文筆に親しんでおり、旅行地で感じる退屈と手持ち無沙汰を慰めていた。
正直は、草庵の近くに梅が生えており、清い香りがあたかも月智のようだったため、住む家を月智庵と名付け、また花橘（）の老樹も生えていたため夢橘（）散人と自称していたことから、正直の号を月智庵夢橘散人と称するようになった。

## 作品
正直は、武士に生まれながら文才に長けており、代表作『大石兵六夢物語』以外の著作では、20代に書いた『大福夢中小鑓』『移居記』『煙草記』をはじめ『田代翁の絵像に題す』『夫婦論聞書』『酒餅論』を含めた7篇が、「薩藩叢書 第三篇」や同書を復刻した『新薩藩叢書4』に掲載されているが、正直の著作はもっとあったのではないかと考えられている。『大石兵六夢物語』と『夢中の夢』以外の6作品は短編である。
大石兵六夢物語
天明4年（1784年）に、移住した草牟田村池之平で23歳頃に完成した、正直の代表作。主人公「大石兵六」が、様々な妖怪や人間に化けた狐たちから時には脅され時には騙されつつも、狐2匹を刀で仕留めて帰る物語。大石兵六夢物語は正直の完全なオリジナル作品ではなく、それ以前から内容が異なる幾つもの大石兵六物語が存在している。大石兵六夢物語の前書きによると、大石兵六夢物語は元々、亡き賢人と正直が敬う川上先生の著書であり、今の内容には誤りが多いため、正しく真意を伝えるために執筆したと述べている。
大福夢中小鑓
天明3年（1783年）頃に完成。「大福天神」の徳を説いている内容。
移居記
天明8年（1788年）頃に完成。独立して草牟田に移住した心境をつづり、草牟田の自然を賛美し、名産品の数々を取り上げている内容。これら草牟田の名産品は、下級武士が手内職としてつくっていた品々である。
煙草記
寛政元年（1789年）頃に完成。煙草は正直も好んで喫煙していたと考えられている。
田代翁の絵像に題す
寛政8年（1796年）頃に完成。正直が師匠と仰いだ田代彦兵衛親常の生活や、人となりを紹介する内容。
元禄の終わり頃に鹿児島城下で生誕した田代彦兵衛親常は、早くに父を亡くし、幼少期より日々学問の研鑚さんに努めた結果、天性の資質にも恵まれ、人にものを問われて答えられないものが何一つないほどだった。その後、学問には優れた田代は甲突川近くの草庵に住みながら数十人の弟子に教え、貴族の子や身分の上下に関係なく人々は皆、門前で衿を正し、遠方から友人や知人も集まって彼の意見を聞くほどだった。だが、生活能力は乏しかったらしく、藩庁で馬飼所などに勤めていた際には、馬を痩せさせてしまい、友人におとしいれられ、事実をねじ曲げられて有りもしない事柄を作り上げられ目上の人に悪く言われる目にもあってしまい、罪人として大隅国百引郷へ流罪となって数年を過ごす。留守中、3人の子供と妻に先だたれたしまった田代は、晩年に罪を許され鹿児島城下に帰ったものの、二度と藩庁に仕えることはなかった。老人の一人住まいで晩年には訪れる人もなく、書物も高砂の謡のうたい本と、ちぎれちぎれの論語大全以外は何も持たず、ワラビやセリなどの山菜を摘んで食べ、生活に困窮している藩士に藩から与えられる援助米で細々と生活していたが、約80歳で亡くなる。田代の著作は不明。
夫婦論聞書
夫婦喧嘩を、戯作らしい文章で描写した内容。夫と妻それぞれの言い分を、仲裁人が花木を折り込んだ内容で丸く収める。
酒餅論
酒と餅という相反する性質の物を例えに、甘党、辛党それぞれの意見を述べている内容。
夢中の夢
與五作という人物が「姥」に、友人の宇宗左衛門が体験した地獄や極楽の様子を語る内容。急死した宇宗左衛門は、自分の利益に敏感で好色、かつ口が上手く調子のよい性格で、口から出まかせで極楽の番人たちがいる関所を通り抜け極楽に入れたものの、酒も魚も口にすることができず商売もままならないため退屈で辟易していたが、そこで出会った安倍清明から予言を聞かされ、武蔵坊弁慶からは身上話を長々と聞くこととなり、予言に従い地獄へ向かう。地獄で料理茶屋の娘に気に入られ、その婿になった宇宗左衛門は、客としてやってきた転輪王の息子たちを、その従者の三助が諌め、賭博、地方役人の新米へのいじめ、自分の才能をひけらかし賄賂をむさぼるな役人の不正などを挙げ、現実批判や人生教訓を語るやり取りを襖の陰で聞くが、そもそも宇宗左衛門が極楽や地獄を巡ったことどころか、與五作が姥に語ったことや姥から意見されたことも全て夢だったという、題名通りの結末で幕を閉じる。